# Hockey su pista ai Giochi mondiali
Questa pagina raccoglie le stastistiche sulle medaglie assegnate ai giochi nell'hockey su pista.

## Albo d'oro
| Anno          | Ospitante   | Finale primo posto | Finale primo posto | Finale primo posto | Finale terzo posto | Finale terzo posto | Finale terzo posto | Numero di squadre |
| Anno          | Ospitante   | Vincitore          | Risultato          | 2º posto           | 3º posto           | Risultato          | 4º posto           | Numero di squadre |
| ------------- | ----------- | ------------------ | ------------------ | ------------------ | ------------------ | ------------------ | ------------------ | ----------------- |
| 1981 Dettagli | Santa Clara | Portogallo         | Girone unico       | Stati Uniti        | Argentina          | Girone unico       | Italia             | 6                 |
| 1985 Dettagli | Londra      | Italia             | Girone unico       | Stati Uniti        | Portogallo         | Girone unico       | Spagna             | 6                 |
| 1989 Dettagli | Karlsruhe   | Portogallo         | Girone unico       | Spagna             | Italia             | Girone unico       | Germania Ovest     | 6                 |
| 1993 Dettagli | L'Aia       | Portogallo         | Girone unico       | Argentina          | Spagna             | Girone unico       | Italia             | 6                 |
| 2001 Dettagli | Akita       | Portogallo         | Girone unico       | Brasile            | Germania           | Girone unico       | Inghilterra        | 6                 |

### Riepilogo vittorie per nazionale
| Numero | Nazionale  | Anni                   |
| ------ | ---------- | ---------------------- |
| 4      | Portogallo | 1981, 1989, 1993, 2001 |
| 1      | Italia     | 1985                   |

### Medagliere
| Squadra     | 1º | 2º | 3º | Tot |
| ----------- | -- | -- | -- | --- |
| Portogallo  | 4  | 0  | 1  | 5   |
| Italia      | 1  | 0  | 1  | 2   |
| Stati Uniti | 0  | 2  | 0  | 2   |
| Argentina   | 0  | 1  | 1  | 2   |
| Spagna      | 0  | 1  | 1  | 2   |
| Brasile     | 0  | 1  | 0  | 1   |
| Germania    | 0  | 0  | 1  | 1   |